# Glischropus javanus
Glischropus javanus är en fladdermusart som beskrevs av Frederick Nutter Chasen 1939. Glischropus javanus ingår i släktet Glischropus och familjen läderlappar. IUCN kategoriserar arten globalt som otillräckligt studerad. Inga underarter finns listade i Catalogue of Life.
Denna fladdermus lever endemisk i ett mindre område på västra Java. Arten vistas troligen, liksom den andra arten av samma släkte, i regioner med bambu eller nära jordbruksmark.